# Tornei di tennis femminili nel 1890
Prima della nascita del WTA Tour, ossia l'apertura alle tenniste professioniste dei tornei che prima di quell'anno erano riservati alle tenniste dilettanti, tutti gli eventi più importanti erano amatoriali, tra questi c'erano i tornei del Grande Slam: il Torneo di Wimbledon e gli U.S. National Championships.

## Gennaio
Nessun evento

## Febbraio
Nessun evento

## Marzo
| Settimana | Torneo                                                                                | Vincitore         | Finalista | Semifinalisti | Eliminati ai quarti |
| --------- | ------------------------------------------------------------------------------------- | ----------------- | --------- | ------------- | ------------------- |
| 15 marzo  | Covered Court Tournament 1890 Londra, Gran Bretagna Parquet indoor Singolare - Doppio | May Jacks 6-0 6-2 | M. Pick   |               |                     |
| 15 marzo  | Covered Court Tournament 1890 Londra, Gran Bretagna Parquet indoor Singolare - Doppio |                   |           |               |                     |

## Aprile
| Settimana | Torneo                                                                             | Vincitore             | Finalista                 | Semifinalisti | Eliminati ai quarti |
| --------- | ---------------------------------------------------------------------------------- | --------------------- | ------------------------- | ------------- | ------------------- |
| aprile    | British Covered Courts Championships 1890 Londra, Gran Bretagna Singolare - Doppio | May Jacks 6-0 6-1     | Maud Shackle              |               |                     |
| aprile    | British Covered Courts Championships 1890 Londra, Gran Bretagna Singolare - Doppio |                       |                           |               |                     |
| aprile    | South Australian Championships 1890 Adelaide, Australia Singolare - Doppio         | Maisie Parr           | non conosciuta (bandiera) |               |                     |
| aprile    | South Australian Championships 1890 Adelaide, Australia Singolare - Doppio         |                       |                           |               |                     |
| aprile    | Ceylon Championships 1890 Nuwara Eliya, Ceylon Singolare - Doppio                  | Miss Wynniatt 6-1 6-1 | Miss Watson               |               |                     |
| aprile    | Ceylon Championships 1890 Nuwara Eliya, Ceylon Singolare - Doppio                  |                       |                           |               |                     |

## Maggio
| Settimana | Torneo                                                                       | Vincitore                                                | Finalista                          | Semifinalisti | Eliminati ai quarti |
| --------- | ---------------------------------------------------------------------------- | -------------------------------------------------------- | ---------------------------------- | ------------- | ------------------- |
| 14 maggio | New South Wales Championships 1890 Sydney, Australia Erba Singolare - Doppio | Miss Mayne 8-6 6-1                                       | Zilla Scott                        |               |                     |
| 14 maggio | New South Wales Championships 1890 Sydney, Australia Erba Singolare - Doppio | Miss Mayne Mabel Shaw 6-4 7-5                            | Zilla Scott Dransfield             |               |                     |
| 14 maggio | New South Wales Championships 1890 Sydney, Australia Erba Singolare - Doppio | Doppio misto: Miss Mayne Dudley Webb 6-4 6-2             | Robert Fitzgerald Eliza Fitzgerald |               |                     |
| 27 maggio | Torneo di Hexham 1890 Hexham, Gran Bretagna Erba Singolare - Doppio          | Jane Corder 8-6 6-0                                      | Helen Jackson                      |               |                     |
| 27 maggio | Torneo di Hexham 1890 Hexham, Gran Bretagna Erba Singolare - Doppio          |                                                          |                                    |               |                     |
| 30 maggio | Irish Championships 1890 Dublino, Irlanda Erba Singolare - Doppio            | Louisa Martin 9-7 6-4                                    | Lena Rice                          |               |                     |
| 30 maggio | Irish Championships 1890 Dublino, Irlanda Erba Singolare - Doppio            | Louisa Martin Florence Stanuell 6-4 6-2                  | Blanche Hillyard D. Meldon         |               |                     |
| 30 maggio | Irish Championships 1890 Dublino, Irlanda Erba Singolare - Doppio            | Doppio misto: Louisa Martin Grainger Chaytor 6-1 6-3 6-3 | Helen Jackson A.J. de C. Wilson    |               |                     |

## Giugno
| Settimana | Torneo                                                                          | Vincitore                                          | Finalista                          | Semifinalisti | Eliminati ai quarti |
| --------- | ------------------------------------------------------------------------------- | -------------------------------------------------- | ---------------------------------- | ------------- | ------------------- |
| 2 giugno  | New York Lawn Tennis Club Tournament 1890 New York, USA Erba Singolare - Doppio | Nessun torneo di singolare                         |                                    |               |                     |
| 2 giugno  | New York Lawn Tennis Club Tournament 1890 New York, USA Erba Singolare - Doppio | Miss Burdette Miss Mowry 1-6 6-2 6-4               | Mrs Badgley Mabel Cahill           |               |                     |
| 2 giugno  | New York Lawn Tennis Club Tournament 1890 New York, USA Erba Singolare - Doppio | Doppio misto: Miss Burdette CJ Post 5-7 6-3 6-3    | Mabel Cahill RR Perkins            |               |                     |
| 7 giugno  | Queen's Club Championships 1890 Londra, Gran Bretagna Erba Singolare - Doppio   | May Jacks 6-2 6-1                                  | Maud Shackle                       |               |                     |
| 7 giugno  | Queen's Club Championships 1890 Londra, Gran Bretagna Erba Singolare - Doppio   |                                                    |                                    |               |                     |
| 7 giugno  | West of England Championships 1890 Bath, Gran Bretagna Erba Singolare - Doppio  | Louisa Martin 6-3 8-6                              | N Pope                             |               |                     |
| 7 giugno  | West of England Championships 1890 Bath, Gran Bretagna Erba Singolare - Doppio  | Louisa Martin Florence Stanuell 6-3 6-3            | C Bryan N Pope                     |               |                     |
| 7 giugno  | West of England Championships 1890 Bath, Gran Bretagna Erba Singolare - Doppio  | Doppio misto: Louisa Martin James Baldwin 6-3 6-1  | C Bryan H.G. Nadin                 |               |                     |
| 14 giugno | U.S. National Championships 1890 Filadelfia, USA Erba Singolare - Doppio        | Ellen Roosevelt 6-2, 6-2                           | Bertha Townsend                    |               |                     |
| 14 giugno | U.S. National Championships 1890 Filadelfia, USA Erba Singolare - Doppio        | Ellen Roosevelt Grace Roosevelt 6-1, 6-2           | Margarette Ballard Bertha Townsend |               |                     |
| 14 giugno | Surrey Championships 1890 Surbiton, Gran Bretagna Erba Singolare - Doppio       | May Arbuthnot 6-2 6-2                              | Elizabeth Mocatta                  |               |                     |
| 14 giugno | Surrey Championships 1890 Surbiton, Gran Bretagna Erba Singolare - Doppio       |                                                    |                                    |               |                     |
| 14 giugno | Surrey Championships 1890 Surbiton, Gran Bretagna Erba Singolare - Doppio       | Doppio misto: May Jacks John Deykin 6-4 6-2        | Elsie Pinckney Arthur Gore         |               |                     |
| 14 giugno | Torneo di Whitehouse 1890 Edimburgo, Gran Bretagna Erba Singolare - Doppio      | Lottie Paterson 6-0 8-6                            | Jane Corder                        |               |                     |
| 14 giugno | Torneo di Whitehouse 1890 Edimburgo, Gran Bretagna Erba Singolare - Doppio      | Miss Meikle Lottie Paterson 3-6 7-5 7-5            | E. Ferguson Jane Meikle            |               |                     |
| 14 giugno | Torneo di Whitehouse 1890 Edimburgo, Gran Bretagna Erba Singolare - Doppio      | Doppio misto: Lottie Paterson E.B. Fuller 6-1 6-2  | Miss Meikle Stanley Riseley        |               |                     |
| 14 giugno | Torneo di Cheltenham 1890 Cheltenham, Gran Bretagna Erba Singolare - Doppio     | Miss Bryan 6-1 6-0                                 | Beatrice Wood                      |               |                     |
| 14 giugno | Torneo di Cheltenham 1890 Cheltenham, Gran Bretagna Erba Singolare - Doppio     |                                                    |                                    |               |                     |
| 17 giugno | Scottish Championships 1890 Edimburgo, Gran Bretagna Erba Singolare - Doppio    | Helen Jackson 6-1 6-0                              | D. Paterson                        |               |                     |
| 17 giugno | Scottish Championships 1890 Edimburgo, Gran Bretagna Erba Singolare - Doppio    |                                                    |                                    |               |                     |
| 21 giugno | Kent Championships 1890 Beckenham, Gran Bretagna Erba Singolare - Doppio        | May Jacks 4-6 6-0 6-4                              | Maud Shackle                       |               |                     |
| 21 giugno | Kent Championships 1890 Beckenham, Gran Bretagna Erba Singolare - Doppio        |                                                    |                                    |               |                     |
| 21 giugno | Kent Championships 1890 Beckenham, Gran Bretagna Erba Singolare - Doppio        | Doppio misto: D.E. Payn G. Leeds-Paine 4-6 6-3 6-3 | Arthur Gore May Jacks              |               |                     |
| 21 giugno | Northern Championships 1890 Liverpool, Gran Bretagna Erba Singolare - Doppio    | Mary Steedman 6-2 6-0                              | Beatrice Wood                      |               |                     |
| 21 giugno | Northern Championships 1890 Liverpool, Gran Bretagna Erba Singolare - Doppio    | Miss Mardall Bertha Steedman 6-1 6-1               | Miss Quin Miss Scrivener           |               |                     |
| 21 giugno | Northern Championships 1890 Liverpool, Gran Bretagna Erba Singolare - Doppio    | Doppio misto: K. Hill James Baldwin 10-8 6-2       | Mary Steedman George Hillyard      |               |                     |
| 23 giugno | New Jersey Championships 1890 Orange, USA Erba Singolare - Doppio               | Mabel Cahill walkover                              | Gertrude Williams                  |               |                     |
| 23 giugno | New Jersey Championships 1890 Orange, USA Erba Singolare - Doppio               |                                                    |                                    |               |                     |
| 23 giugno | New Jersey Championships 1890 Orange, USA Erba Singolare - Doppio               | Doppio misto: Mabel Cahill RR Perkins 6-2 6-0      | May Colby SM Colegate              |               |                     |
| 24 giugno | North of Ireland Championships 1890 Belfast, Irlanda Singolare - Doppio         | A. Kinahan 6-2 6-0                                 | Miss Newett                        |               |                     |
| 24 giugno | North of Ireland Championships 1890 Belfast, Irlanda Singolare - Doppio         |                                                    |                                    |               |                     |

## Luglio
| Settimana | Torneo | Vincitore                                  | Finalista                   | Semifinalisti | Eliminati ai quarti |
| --------- | --- | ------------------------------------------ | --------------------------- | ------------- | ------------------- |
| 4 luglio  | Torneo di Wimbledon 1890 Londra, Gran Bretagna Erba Singolare                                                | Lena Rice 6-4 6-1                          | May Jacks                   |               |                     |
| 12 luglio | Middlesex Championships 1890 Chiswick Park, Gran Bretagna Erba Singolare - Doppio                            | Mary Steedman 6-2 6-2                      | May Jacks                   |               |                     |
| 12 luglio | Middlesex Championships 1890 Chiswick Park, Gran Bretagna Erba Singolare - Doppio                            |                                            |                             |               |                     |
| 12 luglio | Nottingham Tournament 1890 Nottingham, Gran Bretagna Erba Singolare - Doppio                                 | Miss Rome 6-2 6-2                          | M. Evans                    |               |                     |
| 12 luglio | Nottingham Tournament 1890 Nottingham, Gran Bretagna Erba Singolare - Doppio                                 |                                            |                             |               |                     |
| 12 luglio | Torneo di Craigside 1890 Llandudno, Gran Bretagna Erba Singolare - Doppio                                    | Ida Cressy 7-5 6-1                         | K. Grant                    |               |                     |
| 12 luglio | Torneo di Craigside 1890 Llandudno, Gran Bretagna Erba Singolare - Doppio                                    |                                            |                             |               |                     |
| 16 luglio | Torneo di Leamington 1890 Leamington, Gran Bretagna Erba Singolare - Doppio                                  | Alice Pickering 7-5 6-1                    | Miss Hill                   |               |                     |
| 16 luglio | Torneo di Leamington 1890 Leamington, Gran Bretagna Erba Singolare - Doppio                                  |                                            |                             |               |                     |
| 19 luglio | Queen's Challenge Cup 1890 Londra, Gran Bretagna Erba Singolare - Doppio                                     | May Jacks walkover                         | Maud Shackle                |               |                     |
| 19 luglio | Queen's Challenge Cup 1890 Londra, Gran Bretagna Erba Singolare - Doppio                                     |                                            |                             |               |                     |
| 23 luglio | Gore Court Archery and Lawn Tennis Club Tournament 1890 Sittingbourne, Gran Bretagna Erba Singolare - Doppio | E. Malden 6-2 7-5                          | J. Wakeley                  |               |                     |
| 23 luglio | Gore Court Archery and Lawn Tennis Club Tournament 1890 Sittingbourne, Gran Bretagna Erba Singolare - Doppio |                                            |                             |               |                     |
| 29 luglio | Long Island Championships 1890 Southampton, USA Erba Singolare - Doppio                                      | Nessun torneo di singolare                 |                             |               |                     |
| 29 luglio | Long Island Championships 1890 Southampton, USA Erba Singolare - Doppio                                      | Miss Betts Grace Roosevelt 6-5 6-2 4-6 6-3 | H. Dinsmore Ellen Roosevelt |               |                     |

## Agosto
| Settimana | Torneo                                                                                    | Vincitore                                                       | Finalista                       | Semifinalisti | Eliminati ai quarti |
| --------- | ----------------------------------------------------------------------------------------- | --------------------------------------------------------------- | ------------------------------- | ------------- | ------------------- |
| agosto    | East of England Championships 1890 Felixstowe, Gran Bretagna Singolare - Doppio           | Mrs A. Thompson 6-3 6-4                                         | Winifred Kersey                 |               |                     |
| agosto    | East of England Championships 1890 Felixstowe, Gran Bretagna Singolare - Doppio           |                                                                 |                                 |               |                     |
| 2 agosto  | Northumberland Championships 1890 Newcastle, Gran Bretagna Erba Singolare - Doppio        | Helen Jackson 6-4 6-3                                           | Jane Corder                     |               |                     |
| 2 agosto  | Northumberland Championships 1890 Newcastle, Gran Bretagna Erba Singolare - Doppio        |                                                                 |                                 |               |                     |
| 2 agosto  | Northumberland Championships 1890 Newcastle, Gran Bretagna Erba Singolare - Doppio        | Doppio misto: Helen Jackson Manliffe Goodbody 6-0 6-3           | Miss Clark C.W. Wodt            |               |                     |
| 4 agosto  | Torneo di Sheffield and Hallamshire 1890 Sheffield, Gran Bretagna Erba Singolare - Doppio | Beatrice Wood 6-4 6-2                                           | M. Crossley                     |               |                     |
| 4 agosto  | Torneo di Sheffield and Hallamshire 1890 Sheffield, Gran Bretagna Erba Singolare - Doppio |                                                                 |                                 |               |                     |
| 7 agosto  | Maritime Provinces Championships 1890 Truro, Canada Singolare - Doppio                    | Miss Wiltshire                                                  |                                 |               |                     |
| 7 agosto  | Maritime Provinces Championships 1890 Truro, Canada Singolare - Doppio                    | Miss Ball Miss Newberry                                         |                                 |               |                     |
| 7 agosto  | Torneo di Darlington 1890 Darlington, Gran Bretagna Erba Singolare - Doppio               |                                                                 |                                 |               |                     |
| 7 agosto  | Torneo di Darlington 1890 Darlington, Gran Bretagna Erba Singolare - Doppio               |                                                                 |                                 |               |                     |
| 7 agosto  | Torneo di Darlington 1890 Darlington, Gran Bretagna Erba Singolare - Doppio               | Doppio misto: Lottie Dod Kenneth Marley 6-0 6-2                 | E. Sykes T Coventry             |               |                     |
| 9 agosto  | Torneo di Exmouth 1890 Exmouth, Gran Bretagna Erba Singolare - Doppio                     | Lilian Pine-Coffin 6-1 5-7 6-4                                  | K. Hole                         |               |                     |
| 9 agosto  | Torneo di Exmouth 1890 Exmouth, Gran Bretagna Erba Singolare - Doppio                     |                                                                 |                                 |               |                     |
| 9 agosto  | West of Scotland Championships 1890 Wemyss Bay, Gran Bretagna Erba Singolare - Doppio     | Miss Moir 6-1 6-3                                               | Helen Jackson                   |               |                     |
| 9 agosto  | West of Scotland Championships 1890 Wemyss Bay, Gran Bretagna Erba Singolare - Doppio     |                                                                 |                                 |               |                     |
| 9 agosto  | West of Scotland Championships 1890 Wemyss Bay, Gran Bretagna Erba Singolare - Doppio     | Doppio misto: E. Marley RM Watson 14-12 6-4                     | Helen Jackson GS Jackson        |               |                     |
| 16 agosto | Torneo di Felixstowe 1890 Felixstowe, Gran Bretagna Erba Singolare - Doppio               | Florence Thompson 6-3 6-4                                       | Winifred Kersey                 |               |                     |
| 16 agosto | Torneo di Felixstowe 1890 Felixstowe, Gran Bretagna Erba Singolare - Doppio               |                                                                 |                                 |               |                     |
| 16 agosto | Torneo di Felixstowe 1890 Felixstowe, Gran Bretagna Erba Singolare - Doppio               | Doppio misto: Mrs L. Turner Herbert Kersey 6-0 6-2              | Frances King-Church H.B. Allen  |               |                     |
| 18 agosto | Derbyshire Championships 1890 Buxton, Gran Bretagna Erba Singolare - Doppio               | Louisa Martin 6-2 6-4                                           | Mary Steedman                   |               |                     |
| 18 agosto | Derbyshire Championships 1890 Buxton, Gran Bretagna Erba Singolare - Doppio               | Bertha Steedman Mary Steedman 8-6 6-8 6-3                       | Louisa Martin Florence Stanuell |               |                     |
| 18 agosto | Derbyshire Championships 1890 Buxton, Gran Bretagna Erba Singolare - Doppio               | Doppio misto: Louisa Martin James Baldwin 6-2 8-10 6-0          | Florence Stanuell Harold Mahony |               |                     |
| 19 agosto | South of Scotland Championships 1890 Moffat, Gran Bretagna Erba Singolare - Doppio        | Evelyn Blencowe 6-2 6-3                                         | E. Malcolm                      |               |                     |
| 19 agosto | South of Scotland Championships 1890 Moffat, Gran Bretagna Erba Singolare - Doppio        | L. Ferguson Lottie Paterson 6-1 6-2                             | Miss Malcolm Miss Snowcroft     |               |                     |
| 19 agosto | South of Scotland Championships 1890 Moffat, Gran Bretagna Erba Singolare - Doppio        | Doppio misto: Lottie Paterson GS Jackson 3-6 6-3 6-0            | E. Malcolm Richard Watson       |               |                     |
| 23 agosto | North of England Championships 1890 Scarborough, Gran Bretagna Erba Singolare - Doppio    | Beatrice Wood 6-4 6-4                                           | M Crosley                       |               |                     |
| 23 agosto | North of England Championships 1890 Scarborough, Gran Bretagna Erba Singolare - Doppio    | Miss Clark Beatrice Wood 6-2 7-5                                | C. Crossley Miss Gray           |               |                     |
| 23 agosto | North of England Championships 1890 Scarborough, Gran Bretagna Erba Singolare - Doppio    | Doppio misto: Beatrice Wood James Baldwin                       | M. Crossley Charles Chaytor     |               |                     |
| 23 agosto | Torneo di Torquay 1890 Torquay, Gran Bretagna Singolare - Doppio                          | Miss Wolfe 7-5 6-4                                              | Miss Fisher                     |               |                     |
| 23 agosto | Torneo di Torquay 1890 Torquay, Gran Bretagna Singolare - Doppio                          |                                                                 |                                 |               |                     |
| 23 agosto | Torneo di Saxmundham 1890 Saxmundham, Gran Bretagna Erba Singolare - Doppio               | Edith Cole 6-4 6-2                                              | Alice Parr                      |               |                     |
| 23 agosto | Torneo di Saxmundham 1890 Saxmundham, Gran Bretagna Erba Singolare - Doppio               | Winifred Kersey L. Stains 6-3 3-6 6-2                           | Edith Cole Mrs E. Roberts       |               |                     |
| 23 agosto | Torneo di Saxmundham 1890 Saxmundham, Gran Bretagna Erba Singolare - Doppio               | Doppio misto: Miss King-Church Charles G. Allen 6-4 7-5         | K French FC. French             |               |                     |
| 30 agosto | Torneo di Bournemouth 1890 Bournemouth, Gran Bretagna Erba Singolare - Doppio             | May Langrishe 6-1 4-6 6-3                                       | C Bryan                         |               |                     |
| 30 agosto | Torneo di Bournemouth 1890 Bournemouth, Gran Bretagna Erba Singolare - Doppio             | A Everett May Langrishe 7-5 6-2                                 | Ivy Arbuthnot May Artbuthnot    |               |                     |
| 30 agosto | Torneo di Bournemouth 1890 Bournemouth, Gran Bretagna Erba Singolare - Doppio             | Doppio misto: May Langrishe F. St. B. Haskett-Smith 5-7 6-1 6-4 | May Arbuthnot W.J. Down         |               |                     |

## Settembre
| Settimana    | Torneo                                                                                | Vincitore                                               | Finalista                     | Semifinalisti | Eliminati ai quarti |
| ------------ | ------------------------------------------------------------------------------------- | ------------------------------------------------------- | ----------------------------- | ------------- | ------------------- |
| 6 settembre  | Sussex Championships 1890 Brighton, Gran Bretagna Erba Singolare - Doppio             | May Langrishe 6-1 6-2                                   | Maud Shackle                  |               |                     |
| 6 settembre  | Sussex Championships 1890 Brighton, Gran Bretagna Erba Singolare - Doppio             | Violet Pinckney Maud Shackle 6-3 6-1                    | B. Pinckney Elsie Pinckney    |               |                     |
| 6 settembre  | Sussex Championships 1890 Brighton, Gran Bretagna Erba Singolare - Doppio             | Doppio misto: Elsie Pinckney Frank Stoker 6-4 3-6 7-5   | Maud Shackle Wilfred Baddeley |               |                     |
| 8 settembre  | New Hamburgh Invitational 1890 New York, USA Erba Singolare - Doppio                  | A. Clarkson 6-8 6-3 6-2                                 | Grace Roosevelt               |               |                     |
| 8 settembre  | New Hamburgh Invitational 1890 New York, USA Erba Singolare - Doppio                  |                                                         |                               |               |                     |
| 8 settembre  | New Hamburgh Invitational 1890 New York, USA Erba Singolare - Doppio                  | Doppio misto: Ellen Roosevelt Malcolm Chace 6-4 6-4 6-4 | Miss Lente Charles Sands      |               |                     |
| 9 settembre  | Pacific Coast Championships 1890 San Rafael, USA Cemento Singolare - Doppio           | Maud Wilkinson 6-2 6-3                                  | Miss Barker                   |               |                     |
| 9 settembre  | Pacific Coast Championships 1890 San Rafael, USA Cemento Singolare - Doppio           |                                                         |                               |               |                     |
| 13 settembre | South of England Championships 1890 Eastbourne, Gran Bretagna Erba Singolare - Doppio | May Langrishe 6-2 6-3                                   | Edith Cole                    |               |                     |
| 13 settembre | South of England Championships 1890 Eastbourne, Gran Bretagna Erba Singolare - Doppio |                                                         |                               |               |                     |
| 13 settembre | South of England Championships 1890 Eastbourne, Gran Bretagna Erba Singolare - Doppio | Doppio misto: May Langrishe James Baldwin 6-1 6-3       | Edith Gurney DM Malcolm       |               |                     |

## Ottobre
| Settimana | Torneo                                                                    | Vincitore                                   | Finalista                           | Semifinalisti | Eliminati ai quarti |
| --------- | ------------------------------------------------------------------------- | ------------------------------------------- | ----------------------------------- | ------------- | ------------------- |
| 4 ottobre | Queensland Championships 1890 Brisbane, Australia Erba Singolare - Doppio | Mrs Quinnell 6-2 6-4                        | Miss Earle                          |               |                     |
| 4 ottobre | Queensland Championships 1890 Brisbane, Australia Erba Singolare - Doppio |                                             |                                     |               |                     |
| 4 ottobre | Queensland Championships 1890 Brisbane, Australia Erba Singolare - Doppio | Doppio misto: Miss Earle Hudson 5-6 6-3 6-3 | Mrs Ernest Gilligan Ernest Gilligan |               |                     |

## Novembre
| Settimana   | Torneo                                                                    | Vincitore                                        | Finalista                   | Semifinalisti | Eliminati ai quarti |
| ----------- | ------------------------------------------------------------------------- | ------------------------------------------------ | --------------------------- | ------------- | ------------------- |
| 18 novembre | Victorian Championships 1890 Melbourne, Australia Erba Singolare - Doppio | Mabel Shaw 6-1 6-4                               | E. MacKenzie                |               |                     |
| 18 novembre | Victorian Championships 1890 Melbourne, Australia Erba Singolare - Doppio | E. Mackenzie A. Chenery 6-3 6-5                  | Mabel Shaw Phenie Shaw      |               |                     |
| 18 novembre | Victorian Championships 1890 Melbourne, Australia Erba Singolare - Doppio | Doppio misto: E Raleigh Alex Chomley 6-3 7-9 6-2 | E Mackenzie Charles Cropper |               |                     |

## Dicembre
Nessun evento

## Gennaio 1891
| Settimana | Torneo                                                                           | Vincitore                  | Finalista                   | Semifinalisti | Eliminati ai quarti |
| --------- | -------------------------------------------------------------------------------- | -------------------------- | --------------------------- | ------------- | ------------------- |
| 4 gennaio | New Zealand Championships 1890 Wellington, Nuova Zelanda Erba Singolare - Doppio | J Rees 6-3 4-6 6-5         | E Gordon                    |               |                     |
| 4 gennaio | New Zealand Championships 1890 Wellington, Nuova Zelanda Erba Singolare - Doppio | E. Gordon E Harman 6-2 6-3 | Miss Mackerras Miss Rattray |               |                     |

## Senza data
| Settimana | Torneo                                                                      | Vincitore              | Finalista                 | Semifinalisti | Eliminati ai quarti |
| --------- | --------------------------------------------------------------------------- | ---------------------- | ------------------------- | ------------- | ------------------- |
|           | Natal Championships 1890 Durban, Sudafrica Singolare - Doppio               | N. Hickman 6-3 3-6 6-3 | Mabel Grant               |               |                     |
|           | Natal Championships 1890 Durban, Sudafrica Singolare - Doppio               |                        |                           |               |                     |
|           | Ealing Lawn Tennis Tournament 1890 Londra, Gran Bretagna Singolare - Doppio | A. Brown               | non conosciuta (bandiera) |               |                     |
|           | Ealing Lawn Tennis Tournament 1890 Londra, Gran Bretagna Singolare - Doppio |                        |                           |               |                     |